# Talisay (Batangas)
Talisay (Bayan ng Talisay) är en kommun i Filippinerna. Kommunen ligger på ön Luzon, och tillhör provinsen Batangas. Folkmängden uppgår till 39 600 invånare.
Talisay är indelat i 21 barangayer.